# Erosida formosa
Erosida formosa é uma espécie de coleóptero da tribo Eburiini (Cerambycinae); com distribuição na Bolívia e Brasil.

## Sistemática
- Ordem Coleoptera
  - Subordem Polyphaga
    - Infraordem Cucujiformia
      - Superfamília Chrysomeloidea
        - Família Cerambycidae
          - Subfamília Cerambycinae
            - Tribo Eburiini
              - Gênero Erosida
                - E. formosa (Blanchard, 1843)